# Geeta Mahalik
Geeta Mahalik, née en 1948 à Koraput, est une danseuse indienne d'Odissi,. Elle est honorée par le gouvernement indien de la Padma Shri, en 2014, pour ses contributions dans le domaine de l'art et de la culture.